# Gérard Berliner
Pour les articles homonymes, voir Berliner.
Gérard Berliner, né le 5 janvier 1956 à Paris où il est mort le 13 octobre 2010, est un chanteur, auteur-compositeur-interprète et acteur français.
Il est le demi-frère de Bruno Berliner, gangster des années 1980, membre du gang des postiches.

## Biographie
Il fait ses débuts dans le spectacle à 13 ans comme acteur dans de petits rôles au cinéma et au théâtre avant de suivre les cours d'art dramatique dispensés par Claude Viriot. À l'âge de quinze ans il quitte sa famille pour vivre avec une secrétaire de maison de disques. La chanson est son autre passion - il s'occupe d'un stand de disques au marché aux puces - il connaît un premier succès en 1974 avec sa chanson Pour toi je veux vivre publiée par Philips (45 tours 6009 484). Il fait une première tournée avec le podium d'Europe 1, où il partage l'affiche avec les Martin Circus et Georgette Plana. 
Parallèlement, il fait de la figuration à la télévision, notamment dans des émissions de variétés produites par Maritie et Gilbert Carpentier comme les Top à..., ce qui lui donne l'occasion de rencontrer de nombreux auteurs et compositeurs. C'est sur ces plateaux qu'il est remarqué en 1978 par Serge Lama qui le fait passer en première partie de ses concerts. Puis, peu de temps après, il est en première partie de Marie-Paule Belle à l'Olympia.  
Quatre ans plus tard, c'est sa rencontre avec le parolier Frank Thomas qui le propulse au premier plan grâce à la chanson Louise (album Gerard Berliner) qui s'écoule à plus de 400 000 exemplaires en 1982. Gérard Berliner est alors invité de l'émission télévisée Champs-Élysées de Michel Drucker, puis, en octobre 1983, il est au programme de l'Espace Cardin à Paris où il assure la première partie des concerts de Juliette Gréco durant un mois.
Suivent encore des albums coécrits avec Frank Thomas : Je porte ma vie (1983) et La Mémoire profane (1984), mais ceux-ci ne remportent pas de succès. Gérard Berliner connaît alors quelques années difficiles, alternant prestations dans des séries télévisées et concerts dans des salles parisiennes comme Le Sentier des Halles ou le Casino de Paris. 

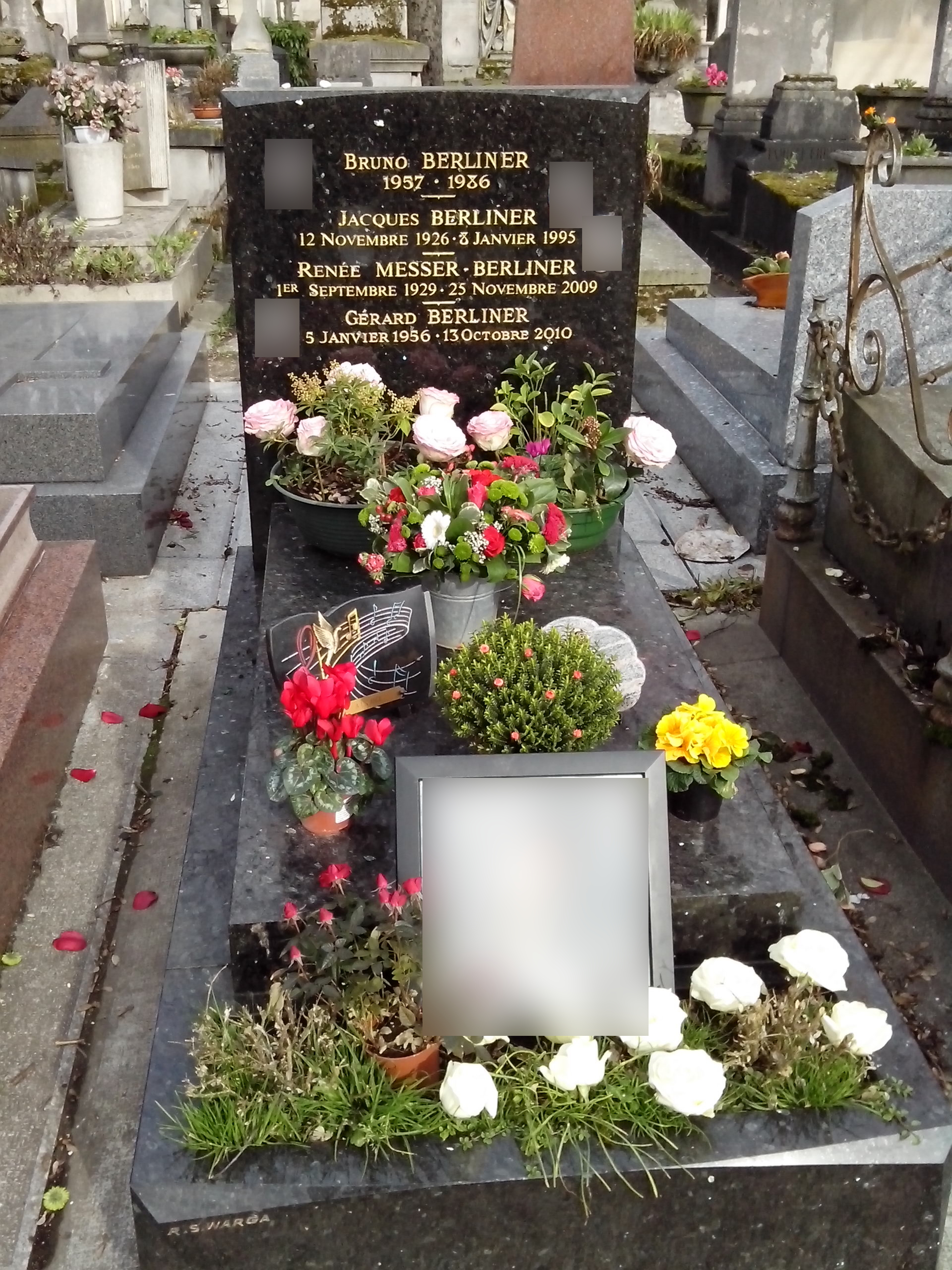
Tombe au cimetière du Père-Lachaise.

Il faut attendre les années 1990 pour qu'il enregistre d'autres albums, soit conçus par lui-même comme De toi à moi (1990) et Le Vertige des fleurs  (1992), produit par Charles Aznavour comme Chien de voyou (1994) ou coécrit avec Jean-Loup Dabadie comme Heureux (1997).   
C'est à cette époque qu'il rencontre « l'homme de sa vie » : Victor Hugo. Il se passionne pour son œuvre et ses idées humanitaires (abolition de la peine de mort, droits des femmes et des enfants). 
C'est avec les conseils d'Alain Decaux et après que Gérard Louvin lui a confié l'écriture du spectacle Hugo illumine Paris, présenté sous la tour Eiffel le 14 juillet 2002 pour fêter le bicentenaire de la naissance du poète, que lui vient l'idée de monter un spectacle mi-chanté, mi-théâtral, Mon alter Hugo, son évocation personnelle de la vie de Victor Hugo qu'il présentera durant plusieurs saisons. Il tourne également avec un spectacle en hommage à Serge Reggiani. On le revoit à l'occasion de certaines émissions télévisées et ses spectacles attirent toujours autant de spectateurs. Il est nommé aux Molières 2006 dans la catégorie Molière du spectacle musical pour Mon alter Hugo. À propos de ce spectacle, Alain Decaux dit : « Enfin, Hugo retourne entre les mains d’un homme du peuple. »
En 2009, Gérard Berliner entreprendra de reprendre une partie du répertoire du chanteur Serge Reggiani, ce qui donnera comme finalisation de ce projet la sortie d'un double CD live à Decca records.   
Alors qu'il devait partir pour une tournée de spectacles à travers la France, à propos des reprises de chansons de Reggiani, et ayant participé aux répétitions, avec ses musiciens, Gérard Berliner meurt des suites d'une crise cardiaque le 13 octobre 2010 à l'hôpital Necker à Paris. Il repose au cimetière du Père-Lachaise (division 44).
Il devait jouer dans un film s'inspirant du spectacle Mon alter Hugo, où il devait faire son retour comme acteur, en reprenant le rôle de Victor Hugo, mais avec la mort de Gérard Berliner ce projet sera annulé.[réf. nécessaire]

## Discographie (non exhaustive)
- 1982 : album 33 tours Gerard Berliner, incluant le titre Louise qui est son plus grand succès (Disques Carrère)
- 1983 : album Je porte ma vie
- 1984 : album La Mémoire profane
- 1990 : album De toi à moi
- 1992 : album Le Vertige des fleurs
- 1994 : album Chien de voyou, produit par Charles Aznavour, paroles de Frank Thomas et musique de Gérard Berliner
- 1997 : album Heureux, coécrit par Jean-Loup Dabadie, orchestré par Catherine Lara, dont le single, extrait de l'album, Bénie sois-tu (paroles de Gérard Berliner/Jean-Claude Collo et musique de Marco Attali/Catherine Lara).
- Margot, Paroles & Musique de Jean-Paul Dréau
- 2006 : album Gérard Berliner chante Victor Hugo d'après l'œuvre théâtrale Mon alter Hugo, Decca Records, textes de Victor Hugo adaptés par Gérard Berliner et Thierry Sforza, mis en musique par Gérard Berliner, avec l'Orchestre philharmonique de Budapest
- 2008 : album Aimer c'est plus que vivre, incluant tous les titres de l'album Gérard Berliner chante Victor Hugo plus le titre Louise, Edina Musique
- 2009 : album Gérard Berliner chante Reggiani, double CD live, Decca Records

## Théâtre
- 20 septembre 2005 - 2009 : Mon alter Hugo (sous-titre : Vous connaissez l'œuvre, voici l'homme), spectacle théâtral et musical, écrit, composé, mis en scène et interprété par Gérard Berliner (avec les conseils de Jacques Weber), direction musicale de Roland Romanelli. Livret : textes de Victor Hugo, Gérard Berliner et Laurence Neveu. Paroles des chansons : Victor Hugo, Gérard Berliner et Thierry Sforza. Théâtre Marigny (salle Popesco), Festival d'Avignon et tournées.

## Télévision
- 2010 : Les Années bonheur, interprétation de Louise.

## Distinction
Nomination
- Molières 2006 : Mon alter Hugo nommé dans la catégorie Molière du spectacle musical.